# Nelligan (circonscription provinciale)
Pour l’article homonyme, voir Nelligan (homonymie).
Circonscription électorale provinciale du Canada
Nelligan est une circonscription électorale québécoise située sur l'Île de Montréal. Elle a été créée lors de la refonte de la carte électorale de 1980 et nommée en l'honneur du poète Émile Nelligan.

## Historique
La circonscription de Nelligan est créée par le regroupement de la partie ouest de Pointe-Claire et la partie ouest de Robert-Baldwin. Elle comprend alors l'extrémité ouest de l'île de Montréal ainsi que l'île Bizard. Ses limites changent légèrement en 1985, puis de façon plus substantielle en 1988 lorsqu'on lui retire la ville de Beaconsfield et lui ajoute une partie de la ville de Pierrefonds. De nouveau légèrement modifiées en 1992, ses limites changent de nouveau en 2001 quand on lui retire les villes de Baie-D'Urfé et Sainte-Anne-de-Bellevue. En 2011 on lui retire le village de Senneville ainsi qu'une partie de l'ancienne ville de Pierrefonds.

## Territoire et limites
La circonscription de Nelligan comprend la ville de Kirkland, l'arrondissement L'Île-Bizard–Sainte-Geneviève de la ville de Montréal ainsi que la plus grande partie de l'arrondissement Pierrefonds-Roxboro de la ville de Montréal.

## Liste des députés
| Législature                                           | Années       | Député           | Député           | Parti   |
| ----------------------------------------------------- | ------------ | ---------------- | ---------------- | ------- |
| Nelligan Créée depuis Pointe-Claire et Robert-Baldwin |              |                  |                  |         |
| 32e                                                   | 1981–1985    |                  | Clifford Lincoln | Libéral |
| 33e                                                   | 1985–1989    |                  | Clifford Lincoln | Libéral |
| 34e                                                   | 1989–1994    | Russell Williams |                  | Libéral |
| 35e                                                   | 1994–1998    | Russell Williams |                  | Libéral |
| 36e                                                   | 1998–2003    | Russell Williams |                  | Libéral |
| 37e                                                   | 2003–2004    | Russell Williams |                  | Libéral |
| 37e                                                   | 2004–2007    | Yolande James    |                  | Libéral |
| 38e                                                   | 2007–2008    | Yolande James    |                  | Libéral |
| 39e                                                   | 2008–2012    | Yolande James    |                  | Libéral |
| 40e                                                   | 2012–2014    | Yolande James    |                  | Libéral |
| 41e                                                   | 2014–2018    | Martin Coiteux   |                  | Libéral |
| 42e                                                   | 2018–2022    | Monsef Derraji   |                  | Libéral |
| 43e                                                   | 2022–présent | Monsef Derraji   |                  | Libéral |

## Résultats électoraux

### Évolution pour les principaux partis
| |
| - Parti libéral - Parti québécois - Union nationale (ancien) - Égalité (ancien) - Action démocratique (ancien) - Québec solidaire - Coalition avenir - Parti conservateur |

### Résultats détaillés
|                                                                                               | Nom                      | Parti                    | Nombre de voix | %      | Maj.   |
| --------------------------------------------------------------------------------------------- | ------------------------ | ------------------------ | -------------- | ------ | ------ |
|                                                                                               | Monsef Derraji (sortant) | Libéral                  | 17 454         | 52 %   | 11 870 |
|                                                                                               | Cynthia Lapierre         | Coalition avenir         | 5 584          | 16,6 % | -      |
|                                                                                               | Gary Charles             | Conservateur             | 5 061          | 15,1 % | -      |
|                                                                                               | Maxime Larue-Bourdages   | Québec solidaire         | 1 766          | 5,3 %  | -      |
|                                                                                               | Jocelyn Caron            | Parti québécois          | 1 399          | 4,2 %  | -      |
|                                                                                               | Jean Marier              | Parti canadien du Québec | 1 014          | 3 %    | -      |
|                                                                                               | Neena Hanif              | Bloc Montréal            | 610            | 1,8 %  | -      |
|                                                                                               | Daniel Reiniger          | Vert                     | 558            | 1,7 %  | -      |
|                                                                                               | Michael Hennawy          | Démocratie directe       | 100            | 0,3 %  | -      |
| Total                                                                                         | Total                    | Total                    | 33 546         | 100 %  |        |
| Le taux de participation lors de l'élection était de 58,8 % et 261 bulletins ont été rejetés. |                          |                          |                |        |        |

|                                                                                               | Nom                      | Parti            | Nombre de voix | %      | Maj.   |
| --------------------------------------------------------------------------------------------- | ------------------------ | ---------------- | -------------- | ------ | ------ |
|                                                                                               | Monsef Derraji           | Libéral          | 22 421         | 65,1 % | 16 510 |
|                                                                                               | Angela Rapoport          | Coalition avenir | 5 911          | 17,2 % | -      |
|                                                                                               | Simon Tremblay-Pepin     | Québec solidaire | 1 902          | 5,5 %  | -      |
|                                                                                               | Chantal Legendre         | Parti québécois  | 1 580          | 4,6 %  | -      |
|                                                                                               | Giuseppe Cammarrota      | Vert             | 1 040          | 3 %    | -      |
|                                                                                               | Mathew Levitsky-Kaminski | Conservateur     | 1 038          | 3 %    | -      |
|                                                                                               | Leslie Eric Murphy       | NPD Québec       | 537            | 1,6 %  | -      |
| Total                                                                                         | Total                    | Total            | 34 429         | 100 %  |        |
| Le taux de participation lors de l'élection était de 59,6 % et 274 bulletins ont été rejetés. |                          |                  |                |        |        |

|                                                                                               | Nom                | Parti            | Nombre de voix | %      | Maj.   |
| --------------------------------------------------------------------------------------------- | ------------------ | ---------------- | -------------- | ------ | ------ |
|                                                                                               | Martin Coiteux     | Libéral          | 36 494         | 80,3 % | 32 191 |
|                                                                                               | Albert Bitton      | Coalition avenir | 4 303          | 9,5 %  | -      |
|                                                                                               | Louis-David Bénard | Parti québécois  | 3 153          | 6,9 %  | -      |
|                                                                                               | Charles Bourassa   | Vert             | 1 060          | 2,3 %  | -      |
|                                                                                               | François Landry    | Option nationale | 245            | 0,5 %  | -      |
|                                                                                               | Trevor Pinto       | Conservateur     | 169            | 0,4 %  | -      |
| Total                                                                                         | Total              | Total            | 45 424         | 100 %  |        |
| Le taux de participation lors de l'élection était de 78,6 % et 284 bulletins ont été rejetés. |                    |                  |                |        |        |

|                                                                                               | Nom                          | Parti            | Nombre de voix | %      | Maj.   |
| --------------------------------------------------------------------------------------------- | ---------------------------- | ---------------- | -------------- | ------ | ------ |
|                                                                                               | Yolande James (sortant)      | Libéral          | 27 470         | 66,3 % | 19 816 |
|                                                                                               | Philippe Boileau             | Coalition avenir | 7 654          | 18,5 % | -      |
|                                                                                               | Marcos Archambault           | Parti québécois  | 3 716          | 9 %    | -      |
|                                                                                               | Kristianne Brunet            | Vert             | 1 238          | 3 %    | -      |
|                                                                                               | Elahé Machouf                | Québec solidaire | 966            | 2,3 %  | -      |
|                                                                                               | François Landry              | Option nationale | 292            | 0,7 %  | -      |
|                                                                                               | Jean-Dominique Lévesque-René | Union citoyenne  | 89             | 0,2 %  | -      |
| Total                                                                                         | Total                        | Total            | 41 425         | 100 %  |        |
| Le taux de participation lors de l'élection était de 73,2 % et 237 bulletins ont été rejetés. |                              |                  |                |        |        |

## Référendums
|  | Référendum                     | % du OUI | % du NON | Taux de participation |
|  | Accord de Charlottetown (1992) | 73,81 %  | 26,19 %  | 88,05 %               |
|  | Référendum de 1995             | 18,18 %  | 81,82 %  | 95,79 %               |